# Дольгесгайм
Дольгесгайм (нім. Dolgesheim) — громада в Німеччині, розташована в землі Рейнланд-Пфальц. Входить до складу району Майнц-Бінген. Складова частина об'єднання громад Райн-Зельц.
Площа — 6,55 км2. Населення становить 987 ос. (станом на 31 грудня 2020).

## Галерея

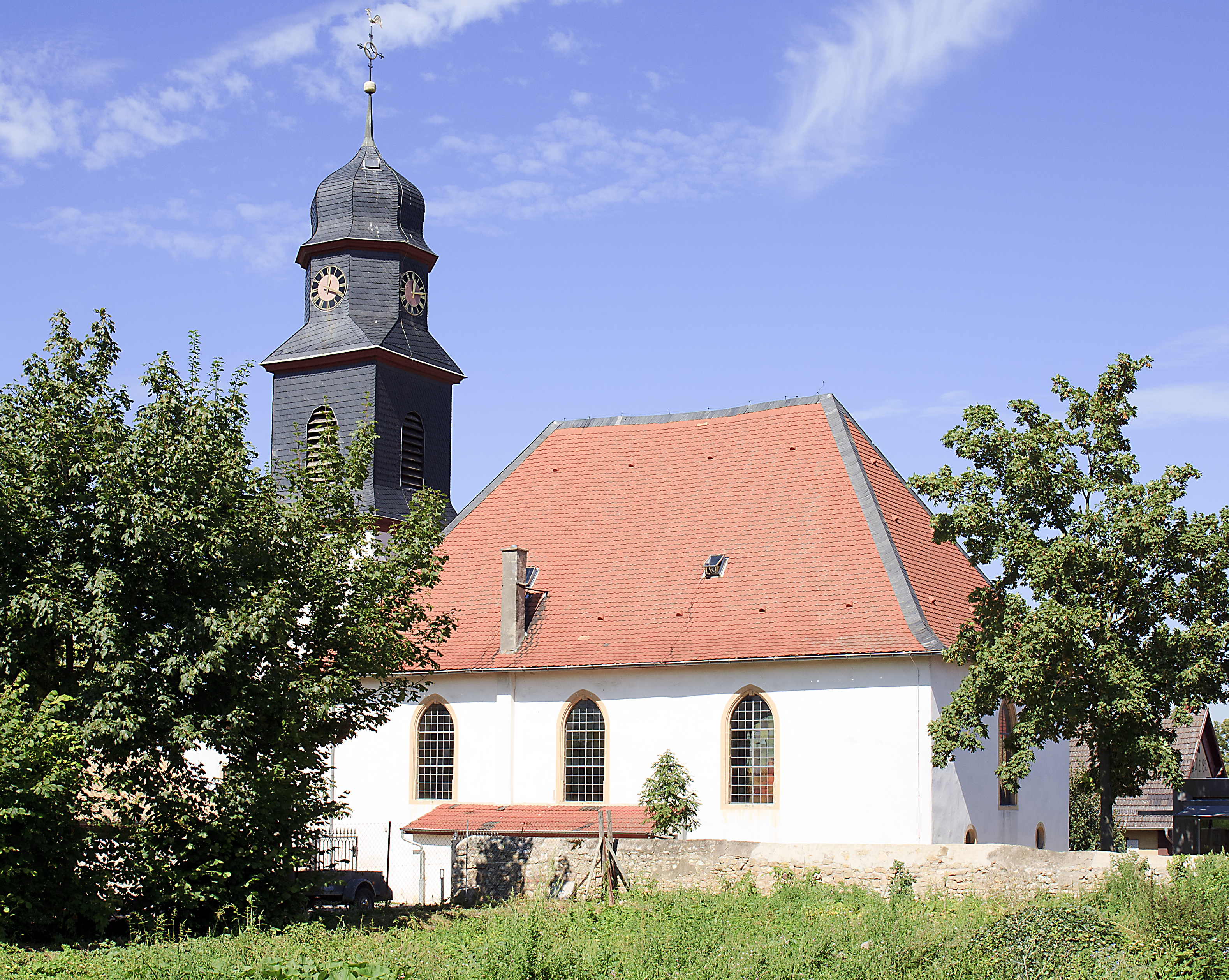
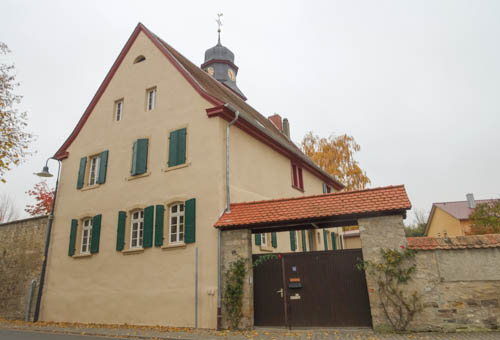